# Івиця Крижанац
Івиця Крижанац (хорв. Ivica Križanac, нар. 13 квітня 1979, Спліт) — колишній хорватський футболіст чорногорського походження.
Відомий за виступами, зокрема, за клуб «Зеніт» та низку хорватських клубів, а також національну збірну Хорватії.
Володар Суперкубка Росії. Володар Кубка Росії. Чемпіон Росії. Володар Кубка УЄФА. Володар Суперкубка УЄФА.

## Клубна кар'єра
У дорослому футболі дебютував 1997 року виступами за команду клубу «Шибеник», в якій провів один сезон, взявши участь лише у 7 матчах чемпіонату.
Згодом з 1998 по 2005 рік грав у складі команд клубів «Славен Белупо», «Вартекс», «Яблонець», «Спарта» (Прага), але ніде не зміг закріпитися у основних складах команди.
У 2002 році перейшов до польської команди «Гурник» (Забже), а через півроку — до іншої команди із Польщі — «Дискоболія». Саме у цій команді Івіці Крижанацу вдалось закріпитись у основному складі, ставши основним центральним оборонцем клубу. Із «Дискоболією» став срібним призером чемпіонату Польщі сезону 2002—2003 років. У наступному сезоні команда також успішно грала у Кубку УЄФА, де зуміла пройти «Атлантас», «Герту» та «Манчестер Сіті», та поступилась клубу «Бордо». У цих матчах Крижанац відзначився голом у ворота «Атлантаса» та автоголом у матчі з «Бордо».
Своєю грою за останню команду привернув увагу представників тренерського штабу клубу «Зеніт», до складу якого приєднався 2005 року. Відіграв за санкт-петербурзьку команду наступні п'ять сезонів своєї ігрової кар'єри. За цей час виборов титул володаря Суперкубка Росії, ставав чемпіоном Росії, володарем Кубка УЄФА, володарем Суперкубка УЄФА.
До складу клубу «Спліт» приєднався 2011 року. Відтоді встиг відіграти за команду зі Спліта 60 матчів в національному чемпіонаті. У складі клубу став бронзовим призером чемпіонату Хорватії з футболу 2010—2011 років. Але через травму Івіца Крижанац вимушений був завершити кар'єру футболіста після сезону 2013—2014 років.

## Виступи за збірну
2008 року дебютував в офіційних матчах у складі національної збірної Хорватії. Наразі провів у формі головної команди країни 11 матчів.

## Титули і досягнення
- Володар Суперкубка Росії (1):

«Зеніт»: 2008
- Володар Кубка Росії (1):

«Зеніт»: 2009-10
- Чемпіон Росії (2):

«Зеніт»: 2007, 2010
- Чемпіонат Польщі з футболу: срібний призер 2003–2004
- Чемпіонат Хорватії з футболу: бронзовий призер 2010—2011.
- Володар Кубка УЄФА (1):

«Зеніт»: 2007-08
- Володар Суперкубка УЄФА (1):

«Зеніт»: 2008